# 楊泰奴
杨泰奴，明朝女性人物，浙江杭州府仁和县杨得安的女儿。
杨泰奴许配给人还没有出嫁。天顺四年（1453年），母亲患传染病没有治愈。杨泰奴三此割下胸部的肉给母亲吃，没有效果。一日傍晚，剖开胸部取下肝一片，昏倒仆地很久。苏醒后，用衣裹着创伤，亲手用肝煮粥以进献，母亲疾病得以治愈。母亲之前膝部有挛疾，也治愈。